# Odeon (formație)
Odeon a fost o formație românească de muzică de petrecere cu instrumente moderne electronice, înființată în anul 1980 la Buzău. Alături de Azur (prima inregistrare in toamna anului 1986) și Miracol C (prima inregistrare in toamna anului 1985) ca mai apoi sa apara si Generic, este unul dintre primele grupuri care au contribuit la apariția muzicii de petrecere și pahar modernă, numită ulterior ”Manele”, folosind ca sursă de inspirație muzica pop din țările balcanice (turbo-folkul iugoslav mai ales), muzica veche lăutărească și cea ”de mahala” din România. Printre cele mai cunoscute piese interpretate de grupul Odeon se numără Trenul vieții (compoziție proprie - 1984), Cenușăreasa - 1984, Cunoșteam Iubirea - 1985, Copil De Suflet - 1986, Din prima zi când te-am văzut - 1987 (adaptare liberă a sârbei „Ne-am despărțit”, cunoscută în interpretarea Romicăi Puceanu). Piesele America-i departe - 1984 și Mavi Mavi - 1985 (preluare după turcul İbrahim Tatlıses) sunt dintre primele care folosesc ritmuri specifice de muzică turcească și makidonească/aromână în afara contextului muzicii lăutărești. Versurile cântecelor sunt în limba română, dar ocazional și în alte limbi (greacă, aromână, turcă).
Solistul vocal al formației a fost Costel Geambașu, născut pe 18 aprilie 1951 în satul Smârdan, comuna Brădeanu, județul Buzău și decedat în 24 august 2018, după o boală incurabilă. A activat la început  în calitate de baterist (pana in anul 1986), bunul său prieten, regretatul Gil Dobrică, i-a sugerat „să bage” cu vocea. Grupul s-a produs la început în formula: voce, chitară, claviaturi, chitară bas, baterie, reducându-se cu timpul la voce, chitară și claviaturi, bateristul fiind înlocuit de omologul electronic, iar basul fiind executat de către claviaturist. Componența a fost deosebit de fluctuantă în toată activitatea ei, singurul membru constant fiind cântărețul Geambașu. Pe primul material discografic al formației sunt amintite următoarele nume: Laurențiu Tănase (claviaturi), Gigel Zăvoianu (chitară bas), Costel Petrescu „Bujaverca” (chitară solo și aranjamente muzicale), Costel Geambașu (voce și baterie). A doua apariție îi amintește pe chitaristul Bujaverca, basistul Tică David și claviaturistul Mihai Mișov. Alți membri au mai fost: chitaristul Radu Costel (Brazil), basistul Cezar Racu, bateriștii Stănel Dumitru(Părintele) și Adi Merșian, Costel Constantinescu ”Sticlă” (chitarist în trupa Provincialii, fost elev al lui Bujaverca) și claviaturiștii Florin Traian, Gabi Romașcanu, Cosmin Flenchea, Stelică Oprea.
Prima parte a discografiei Odeon (1984-1989) a fost înregistrată pe casete audio de catre Nelu Barbu zis Țignitu',în mod ilegal (piratate), dat fiind faptul că Electrecord (casa de discuri unică în România socialistă) nu tolera înregistrarea și difuzarea unei astfel de muzici considerată ca „subculturală”.
În ultimii ani, Costel Geambașu a colaborat alături de chitaristul Nelu Nicolae, repertoriul lor cuprinzând o parte dintre succesele Odeonului cât și compoziții noi, titulatura formației nu a fost însă folosită decât ocazional. Costel a cântat până cu 2 luni înaintea decesului, când starea sa s-a agravat irecuperabil.

## Discografie Selectiva
Volumul 1 (1984), extrasa melodia America-i Departe.
Volumul 2 (1984), extrase Trenul Vieții si Cenusareasa.
Volumul 3 (1986), înregistrat la o nunta in Focșani extrase Cunoșteam Iubirea si Mavi Mavi.
Volumul 4 (1987), înregistrat la o nunta in Vrancea extrase Copil De Suflet ,Din Seara De Când Te-am Văzut si Tom Degețel.
Volumul 5 (1988), înregistrat la o nunta in Ploiesti extrase Fratele Meu, Răpirea Din Serai, Daca Nu Te Vad O Zi (Of Ce Supărare).
Volumul 6 (1988), înregistrat la o nunta (nu se cunosc amănunte) in schimb aici vom observa un alt stil si aranjament muzical predominând orga electronică extrase Ineluș Cu Piatra Albastra,Lema, Regina Noptii si o romanța interpretata superb după versurile lui Tudor Arghezi A Venit Aseară Mama.
Volumul 7 (1989), înregistrat intr-un restaurant din Buzau unde activau la vremea aceea extrase Am Si Eu Un Baietel ,Izaura,Chihlimbar si celebra Ne Despartim Si Tare-as Vrea (Eu Tin Mult La Tine) acest volum este cel mai slab calitativ atat ca sunet cat si aranjament muzical.
Muzica De Petrecere (Disc Vinyl) Electrecord 1991, disc ce contine editari ale pieselor de succes inregistrate de-a lungul carierei lor si aici găsim o formula modificata si un stil cu totul aparte fata de genul Odeon practic este prima înregistrare a trupei intr-un studio unde il regăsim pe Radu Costel (Brazil) la Chitara Solo.
Pentru Voi (1992), disc vinyl ce conține in special reeditări ale primelor volume si regăsim piese ca Cenusareasa ,Trenul Vieții, Ai Apărut In Calea Mea sub aranjamentul muzical unic făcut de chitara lui Costel Petrescu Bujaverca si un timbru vocal excelent al lui Costel Geambasu.Acest disc este cel mai reușit si rar (aproape inexistent pe piață)  nu se cunosc amănunte de cine a fost editat si de ce nu a fost promovat. 
Amintiri (1995) (volumul 10), reproduce in colaje tot piesele vechi unde il găsim pe elevul lui Bujaverca, Costel Constantinescu "Sticla", iar stilul Odeon deja dispare odată cu eliminarea tobelor si a basului.
O Viață Am Așteptat (1997) album de studio editat pe caseta audio cu melodia Sunt Un Simplu Muritor, compozitie proprie a lui Geambasu, care după afirmațiile făcute a fost cel mai dificil album inregistrat, iar trupa si stilul sunt complet modificate. 
La Un Colt De Strada (1999) Volumul 12 CD editat PRODUS de Crisband Records unde găsim doar vocea lui Geambașu cu câteva piese noi.  
Pentru Voi (1999) Volumul 13 o reeditare a albumului Identic din 1992, cu acelasi aranjament din volumul 12 unde iese in evidenta doar Geambașu si numele Odeon editat pe CD tot cu Crisband Records.
După anul 2000 Geambașu canta cu diverși muzicieni fara legătură cu trupa originala Odeon, iar in prezent găsim acele inregistrari numai la iubitorii genului si in majoritatea cazurilor dintr-o calitate audio care lăsa de dorit,ele nu au fost remasterizate sau comercializate oficial deocamdata.